# Змајева кугла ГТ
Zmajeva Kugla GT (јап. ドラゴンボール , енгл. Dragon Ball GT) japanska je anime serija zasnovana na mangi "Zmajeva kugla," autora Akire Torijame. Napravila ju je kompanija Toei Animation, i prikazivala se na kanalu Fuji TV od 7. februara 1996, do 19. novembra 1997. godine. 
"Zmajeva kugla GT" je nastavak prve dve sezone, "Zmajeve Kugle" (eng. Dragon Ball) i "Zmajeve Kugle Z" (eng. Dragon Ball Z). Doduše, ne prati mangu. Originalni mangaka, Akira Torijama je samo dizajnirao neke nove likove za ovu sezonu.

## Zaplet
Pet godina nakon završetka druge sezone (10 godina u Funanimation sinhronizaciji), Pilaf pomoću Crnih zvezdanih zmajevih kugli (ダークドラゴンボール Dāku Doragon Bōru, bukv. "Mračne Zmajeve Kugle") pretvara Gokua u dete i tera ga da ponovo, zajedno sa unukom Pan i Trunksom, skupi sve Zmajeve kugle. Trio prolazi kroz razne avanture i naleće na veštački Trafl parazit, zvan Bejbi, koji namerava da uništi celu Sajonsku rasu.
Bejbi je sposoban da zaposedne tela drugih ljudi i pretvori ih u Tafle i borce. Nakon konvertovanja praktično celog stanovništva Zemlje, uključujući Sajonce, Bejbi odlučuje da zadrži Vegetino telo i iskoristi ga protiv Gokua. Goku biva poražen, ali nakon regeneracije svog repa, transformiše se, stiče moći Super Sajan 4, i uništava Bejbija, šaljući ga u Sunce sa Kamehameha talasom. Pikolo se žrtvuje i pretvara Crne zmajeve kugle u kamenje.
Godinu dana kasnije dr Mju (Bejbijev stvaralac) i dr Gero (stvaralac Red Ribbon armije androida), pravi kopiju Androida 17, spaja je sa originalnim Androidom 17, i stvara Super 17. Super 17 odoleva Gokuovim napadima, ali kada ga Android 18, besna zbog Krillinove smrti, napadne, Goku iskorišćava taj momenat da uništi Super 17 Zmajevom pesnicom i Kamehameha talasom. 
Goku koristi Zmajeve kugle da vrati svoje prijatelje, ali iz kugli izlazi Zmaj koji je ljut što ljudi preterano koriste Zmajeve kugle. Besni Zmaj se potom deli na sedam delova, od kojih samo najjači, Sin Šenron odoleva Gokuovim i Paninim napadima. U jednom trenutku izgleda kao da gubi bitku, ali nakon prisvajanja svih sedam Zmajevih kugli, dobija velike moći, postaje Omega Šenron i nadjačava Gokua. Goku namerava da se žrtvuje da bi uništio zlog zmaja, ali Vegeta postaje Super Sajan 4, zahvaljujući Bulminom novom izumu, Blutz Wave Generator. Goku i Vegeta u fuziji, koristeći Fusion Dance tehniku, pretvaraju se u moćnog Gogetu. Međutim, Gogeta je pun sebe i troši vreme pokušavajući da osramoti Omega Šenrona. Stoga, fuzija se završava i Goku zajedno sa Vegetom gubi formu Super Sajan 4. Ali na kraju, Goku priziva energiju svih živih bića na planeti i uništava Omega Šenrona.
Pravi Šenron se pojavljuje i odlučuje da ispuni Gokuovoj družini poslednju želju. Potom nestaje zajedno sa Gokuom i Zmajevim kuglama. Nekoliko decenija kasnije, Gokuovo prapraunuče, Goku Jr. učestvuje na svetskom turniru protiv Vegete Jr. Tu je i sada već stara Pan koja, ugledavši Gokua, pokuša da sustigne, ali on nestaje u gomili. Prisećajući se svoje prošlosti, Goku uzima svoju motku i odleće na oblaku.

## Produkcija
Za razliku od prethodnih sezona, priča "Zmajeve kugle GT" ne prati mangu, ali koristi njene likove i nadovezuje se na kraj "Zmajeve kugle Z". Originalni mangaka, Akira Torijama je dizajnirao likove i odabrao ime za ovu sezonu. "GT" je skraćenica za Grand Tour ("Velika turneja"). Torijama je izabrao to ime jer njegovi likovi putuju kroz univerzum. Takođe, rekao je da je "Zmajeva kugla GT" sporedna priča.
Glavni dizajner likova, Kacujoši Nakacuru, rekao je da se mučio sa dizajnom Super Sajan 4 Gokua, koji je bio ideja producenta serije, pitajući se da li je bilo uopšte potrebno ići dalje sa transformacijama. Pošto je Super Sajan 4 deo forme majmuna Ōzaru (大猿, "Great Ape", "Veliki majmun"), napravio je da kosa izgleda "divlje" i prekrio Gokuovo telo crvenim krznom. Uradio je samo jedan dizajn; mada je razmišljao da mu kosu oboji u plavo. Odlučio se na kraju za crnu zato što daje veći kontrast sa crvenim krznom.

### Muzika
Muziku za "Zmajevu kuglu GT" komponovao je Akihito Tokunaga. Najavnu špicu, Dan Dan Kokoro Hikareteku izveo je bend Field of View, i korišćena je za sve 64 epizode. Hitori Janai, koju je izveo Deen, korišćena je kao prva odjavna špica (26 epizoda). Od 27. do 41. epizode korišćena je pesma Don't You See!, benda Zard. Pesma Blue Velvet, pevačice Šizuke Kudo, korišćena je od 42. do 51, a Sabitsuita Machine Gun de Ima o Uchinukō benda Wands je korišćena od 52. do 63. epizode. U poslednjoj epizodi najavna špica je ujedno bila i odjavna.

### Sinhronizacija
je licencirao seriju i sinhronizovao na engleski jezik. Ova verzija se puštala u Sjedinjenim Američkim Državama i koristila je novi muzički skor, kompozitora Marka Menza, kao i rep metal pesmu, Step into the Grand Tour, umetnika Markusa Hala.. Epizode su se emitovale na kanalu Cartoon Network od 7 novembra 2003. do 16 aprila 2005. godine. Međutim, prvih 16 epizoda su sumirali u jednu i nazvali je A Grand Problem ("Veliki problem"). Nakon što se serija završila, te "izgubljene epizode" su puštene u svom originalnom formatu. Ova sinhronizovana verzije je puštena i na kanalu Nicktoons u periodu od 16. januara do 13. decembra 2012. godine. Puštena je još jednom, 2. januara 2015. godine na kanalu Adult Swim, i to (verovatno) zato što je Dragon Ball Z Kai puštan na Toonami programskom bloku. 
AB Groupe (u saradnji sa Blue Water Studios) je takođe sinhronizovala ovu seriju. Ova verzija se puštala u Evropi i Kanadi na kanalima YTV i Toonami UK. Serija je ovaj put bila podeljena na dve sezone, ali nije menjala muzički skor. U Britaniji se puštala na kanalu CNX od 3. marta, do 17. avgusta 2003. godine.

## Srodni mediji

### DVD izdanja
U Japanu, Zmajeva Kugla GT nije dobila DVD izdanje sve do 15. juna 2005, celih osam godina nakon emitovanja. Serija je prerađena i na početku organizovana u jedan DVD set sa po 12 diskova, i prodavana po narudžbini pod nazivom "Zmajeva Kutija". Kasnije, od 6. avgusta 2009. do 4. juna 2010. godine, prodavana je normalno, sa po 6 epizoda na jednom disku.
U Severnoj Americi, od aprila/septembra 2003. godine, Funimation prodaje seriju na kasetama i DVD-jevima u editovanom i necenzurisanom formatu, počinjući sa 17. epizodom (prvih šesnaest je kombinovano u jednu epizodu). "Izgubljene epizode" su prodavane nakon 15. diska, između jula 2004. i februara 2005. godine Od oktobra 2005, do novembra 2006. godine, prodavana su dva seta: bez i sa "izgubljenim epizodama". Dve godine kasnije, prodavan je DVD set koji je, napokon, imao hronološki poređane epizode (prvi set je izašao 9. decembra 2008, a drugi 10. februara 2009. godine). Majesco Entertainment je 7. septembra 2004. godine prodavao seriju na Game Boy Advance Video ketridžu, sa sve A Grand Problem i Pan's Gambit epizodama. DVD set sa TV specijalom je prodavan 21. septembra 2010. godine. U Engleskoj, Manga Entertainment je od 20. januara 2014. godine prodavao DVD setove koje Funimation prodavao u Americi 2008 i 2009. godine

### Knjige i mange
Serija je inspirisala dve knjige, poznate kao Dragon Ball GT Perfect Files. Prva je izašla u maju, a druga u decembru 1997. godine, pod markom Shueisha izdavačke kuće. Knjige sadrže informacije o seriji, ilustracije i podatke o tome kako je serija pravljena. Nakon što su rasprodate, nisu ponovo štampane do aprila 2006. godine (ova verzija se i dan danas prodaje).
U 2013. godini, Shueisha, u svom časopsiu Saikyō Jump, izdala je strip ove serije, koristeći panele iz samog animea. Strip je počeo sa serijalizacijom 4. decembra 2013. godine (u januarskom izdanju iz 2014. godine).

### Video igre
Postoje dve video igre bazirane na  "Zmajevoj Kugli GT". Prva, Dragon Ball GT: Final Bout , iz 1997. godine je bila za PlayStation konzolu. Iste godine kada je puštena na tržište u Japanu, prodavana je i internacionalno. Bila je prva igrica iz "Zmajeva kugla" franšize koja je prodavana u Severnoj Americi. Igrica Dragon Ball GT: Transformation iz 2005. godine koja je bila za Game Boy Advance je prodavana samo u Severnoj Americi.
Dva "GT Pakovanja" su izdata za Dragon Ball Xenoverse, 10. marta, i 14 aprila 2015. godine. Oba pakovanja se mogu dobiti i kroz sezonsku propusnicu. GT Goku se 9. maja 2019. godine pojavio i u Dragon Ball FighterZ igrici.

## Prijem
Prosečna gledanost u Japanu je bila 14,6% (Kanto regija). Maksimalna gledanost je bila 19,7% (epizoda 2). Prve video kasete su prodate u 31,696 kopija, pa 21,227 kopija kada su ponovo puštene na tržište.
Rjo Mito, producent video igre Dragon Ball: Raging Blast 2, izjavio je: "GT je popularniji u inostranstvu nego u Japanu."
Engleska sinhronizacije studija Funimation, imala je podeljene, uglavnom negativne recenzije. Džefri Haris iz IGN-a je rekao da je GT "grozan," pominjući da priča i likovi više nisu ni sveži ni zabavni. Kritikovao je i Vegetin i Trunksov dizajn, rekavši da su "šašavi". Kritičari iz Anime News Network (ANN)-a su takođe dali negativnu recenziju, rekavši da su borbe "kao dečije vežbe" i da stariji fanovi treba da se drže boljih serija. Takođe je kritikovan zaplet serije zbog kopiranja prethodnih sezona. Mada, smatraju da je serija "zabavna ako se ne shvati ozbiljno".

## Literatura
- DRAGON BALL アニメイラスト集 「黄金の戦士」 (на језику: Japanese). Shueisha. 2010. стр. 78—79. ISBN 978-4-8342-8413-3.

## Spoljašnje veze
- Official website (језик: јапански)
- Funimation's Dragon Ball GT site Архивирано на веб-сајту  (26. јануар 2021)